# Dennis en Knarser
Dennis en Knarser (Am.: Dennis the Menace) was een Britse animatieserie uit 1996 over het ondeugende jongetje Dennis en zijn hondje Knarser. De reeks was gebaseerd op de gelijknamige populaire Britse stripreeks en werd oorspronkelijk op de BBC uitgezonden. In Nederland werd de serie uitgezonden door de NCRV.
Tony Collingwood schreef het oorspronkelijke scenario en verzorgde de regie. Christopher O'Hare produceerde de serie. Voor Nederland werd de serie vertaald door Mike Kuyt en was de regie van Beatrijs Sluijter. JPS Producties Hilversum zorgde voor de nasynchronisatie. De stemmen waren van:
- Maura Renardel de Lavalette
- Fred Butter
- Isa Hoes
- Hero Muller
- Paul van Gorcum
- Martin van den Ham
- Ilse Herbert
- Hans Somers
- Jeroen Keers
- Koos van der Knaap
- Eddy van der Schouw
- Reinder van der Naalt